# Giuseppe Agnelli
Giuseppe Agnelli (Ferrara, 20 gennaio 1856 – Ferrara, 4 aprile 1940) è stato un bibliotecario e umanista italiano.

## Biografia

### Formazione
Battezzato Giuseppe Maria, figlio dall'avvocato Giuseppe e della contessa Emilia Cisterni, ebbe tre sorelle.
Dopo gli studi liceali a Padova, Giuseppe Agnelli si laureò in Giurisprudenza a Roma nel 1878. Dedicatosi in gioventù anche all'attività di attore filodrammatico, nel 1880 fondò a Ferrara il Gazzettino Ferrarese, che nonostante la breve durata, dall'11 aprile 1880 al 22 maggio dell'anno successivo, attirò collaboratori quali, tra gli altri, Corrado Ricci, Enrico Panzacchi ed il giovanissimo Gabriele D'Annunzio.
Pur continuando a lavorare come avvocato, il forte interesse per gli studi letterari lo portò a laurearsi anche in Lettere nel 1885 a Bologna, divenendo uno degli allievi prediletti di Giosuè Carducci, col quale intrattenne un'amichevole corrispondenza e collaborazione dalla quale nacquero i lavori di Agnelli in quegli anni, dedicati al Poeta, a Petrarca e alla fortuna di Giuseppe Parini. Compagno universitario fu Corrado Ricci, col quale ebbe una corrispondenza quasi quotidiana.
Dal 1888
fu professore di italiano e storia all'istituto tecnico ferrarese Vincenzo Monti.
Nel 1889 sposò la centese Elvira Albieri, dal quale non ebbe figli eccetto Antonio, nato morto l'anno seguente.
Nel 1904 fu eletto Presidente della Deputazione ferrarese di storia patria, di cui era socio da una quindicina d'anni, mantenendo la carica sino al 1939, pubblicando nel frattempo svariati saggi storici e profili bio-critici pubblicati negli «atti e memorie» del sodalizio. 
Contemporaneamente, porta avanti una vivace attività di pubblicista collaborando, tra l'altro, ai periodici Gazzetta ferrarese, Il Marzocco, Emporium, Fanfulla della Domenica, Bollettino d'Arte del Ministero della P.I., Duca, Il Resto del Carlino e Corriere Padano.

### Agnelli e la Biblioteca comunale Ariostea
Nel 1892 divenne direttore della Biblioteca comunale Ariostea che resse fino al pensionamento avvenuto nel 1933 (quando gli succedette Giuseppe Ravegnani), riordinandola e arricchendola e facendola diventare un importante centro di studi ferraresi. Si devono a lui la riorganizzazione non solo dei cataloghi e dei depositi ma anche dei locali e delle sale lettura, grazie alla sua profonda conoscenza in campo sia bibliografico che biblioteconomico.
Nell'anno in cui lasciò la Biblioteca Ariostea, in occasione del quarto centenario ariostesco e assieme al suo successore, scrisse Inventario dei manoscritti della Biblioteca di Ferrara e Annali delle edizioni ariostee, pubblicazione che tuttora resta uno dei repertori più importanti di bibliografia ariostesca e che dimostrò quanto entrambi fossero acuti bibliofili e studiosi del poeta ferrarese.
Vice-bibliotecario durante la direzione di Agnelli, fu Emanuele Davia, figlio dello scultore Gaetano.

### Contributi ai musei ferraresi
Nel 1898 fu attivo nella trasformazione in museo di Palazzo Schifanoia, con lo scoprimento dei famosi affreschi del Salone dei Mesi e facendovi trasferire sia opere dal museo civico che i codici miniati di scuola ferrarese da Palazzo Paradiso.
Promosse inoltre il recupero e la musealizzazione di Palazzina di Marfisa d'Este (1938), l’incremento delle opere alla Pinacoteca Civica e la costituzione del Museo del Duomo. 
Grazie al suo scritto del 1919 riguardante le statue di Niccolò III e Borso d'Este e ai finanziamenti di Giuseppe Maciga, nel 1927 vennero poste le copie, ad opera di Giacomo Zilocchi, sulle colonne del Volto del Cavallo sulla facciata del Palazzo Municipale, rimaste sino ad allora spoglie successivamente ai saccheggi del 1796 durante l'occupazione francese.

### Ferrariae Decus
Fondatore e presidente dal 1906 della Ferrariae Decus, associazione per la conservazione ed il restauro dei monumenti, con la quale contribuì, oltre a numerosi restauri di opere cittadine, a diversi studi e ricerche sempre nell'ambito cittadino.
Negli stessi anni, dal 1907 al 1920, è anche Ispettore onorario delle Antichità e Belle Arti per conto del Ministero della P.I., facendo convivere in sé un aspetto sia pubblico che privato.
Morì a causa di una forma di arteriosclerosi dovuta all'età avanzata. Sulla sua tomba nella Certosa ferrarese, una lapide recita «Nelle civiche memorie / e nel cuore di quanti lo conobbero / resterà perenne il ricordo del patrizio / Grande Ufficiale Prof. Giuseppe Agnelli / per un quarantennio / bibliotecario della Civica Ariostea / della storia e delle tradizioni / della sua Ferrara / che esaltò nel culto / delle sue pietre antiche e dei suoi uomini morti». La moglie gli sopravvisse di due anni.

## Opere
- De le tre canzoni sorelle di Francesco Petrarca, Bologna, 1887.
- Precursori ed imitatori del "Giorno" di Giuseppe Parini, Bologna, Il Mulino, 1888.
- Fulvia Olimpia Morato: discorso, Ferrara, 1892.
- Il museo di Schifanoia in Ferrara - Notizie, 1898.
- «Memorie di Antonio Frizzi», 1898.
- Giuseppe Agnelli in collaborazione con V. Giustiniani, Il museo di Schifanoia, Ferrara, 1899.
- Ferrara e Pomposa, Bergamo, 1902 con tre riedizioni ed ampliamenti.
- I frammenti autografi dell’Orlando furioso di Ludovico Ariosto, 1904.
- I frammenti autografi dell'Orlando Furioso, Roma, 1905.
- La biblioteca comunale di Ferrara. Il passato, il presente, l'avvenire, Ferrara, 1906, 2ª ediz., Ferrara 1906.
- Ferrara - Porte di chiese, di palazzi, di case, Bergamo, 1909.
- Il Padiglione Emiliano-Romagnolo a Roma nel cinquantesimo anno dell'Unità d'Italia, 1911.
- Prima, durante e dopo i lavori alla «salita del Castello», 1915.
- Sol per lo dolce suon de la mia terra: Prose, Ferrara, 1918.
- I monumenti di Niccolò III e Borso d'Este in Ferrara, in Atti e memorie della Deputazione di Storia Patria, 29 maggio 1919.
- L'ossario degli Aldighieri e i restauri a Santa Maria Nuova di Ferrara nel secentenario della morte di Dante, Industrie grafiche, 1922.
- La stampa a Ferrara, a Cento, a Comacchio, in Tesori delle biblioteche d'Italia. Emilia e Romagna, Milano, Hoepli, 1932,  pp. 451-483.
- Storia delle biblioteche della provincia di Ferrara, in Tesori delle biblioteche d'Italia. Emilia e Romagna, Milano, 1932,  pp. 39-80.
- Giuseppe Agnelli in collaborazione con Giuseppe Ravegnani, Inventario dei manoscritti della biblioteca di Ferrara, Firenze, Olschki, 1933.
- La battaglia al ponte di Lodi e la settimana lodigiana di Napoleone Bonaparte, Lodi, 1934.
- Giuseppe Agnelli in collaborazione con Giuseppe Ravegnani, Annali delle edizioni ariostee (2 voll.), Bologna, Zanichelli, 1935.
- Il nome e la memoria di Lodi nel mondo, Lodi, 1936.
- Omaggio a Marfisa d'Este, Lodi, 1938.
- La seconda guerra del Risorgimento italiano nei ricordi del volontario Feliciano Terzi, Lodi, 1939.

## Onorificenze
- Ad Agnelli è dedicata la Sala conferenze della Biblioteca comunale Ariostea.